# متلازمة فوندس بانكا
متلازمة فوندس بانكا (متلازمة فاباس) هي اضطراب صبغي جسمي سائد يتصف بمجموعة متنوعة من تأخر النمو وصغر الرأس، بالإضافة إلى صغر الفك وغيرها من مظاهر التشوه. تحدث المتلازمة بسبب خلل في وظيفة عامل بدء ترجمة حقيقيات النوى أ5.
سميت المتلازمة باسمي الباحثين فكتور فوندس وسيدارت بانكا.